# Ein Fall für Titus Bunge
Ein Fall für Titus Bunge war eine Vorabendserie des ZDF. Die einzige Staffel hatte 13 Folgen und lief vom 2. August bis zum 25. Oktober 1967. Die Herstellungsleitung lag bei der Studio Hamburg Atelierbetriebsgesellschaft mbH. Die Drehbücher schrieben Mischa Mleinek und Michael Mansfeld, Regie führte Günter Gräwert, die Musik stammte von Siegfried Franz. Jede der in Schwarz-Weiß gedrehten Folgen hatte eine Länge von 25 Minuten und wurde jeweils mittwochs um 18.55 Uhr gesendet.

## Handlung
Titus Bunge, Besitzer eines Opel Kapitän '51 mit dem Kennzeichen HH-TB 008, erbt von seinem Onkel Timoteus nicht nur eine Privatdetektei, sondern dazu auch noch dessen einzige Angestellte Lucy Waldvogel und den Kanarienvogel San Felipe. Frei von kriminalistischen Vorkenntnissen sieht Bunge sich gezwungen, einen alten Fall aufzurollen, um Lucys ausstehende Gehälter zahlen zu können. Nachdem er den Fall erfolgreich abschließen konnte, hat er Blut geleckt und entschließt sich, weitere Fälle anzunehmen. Dabei reicht sein Ermittlungsfeld von Diebstahl über Beschattungen und Juwelenschmuggel bis hin zu Kindesentführung. Kein Wunder also, dass er öfter mit der Polizei aneinandergerät.

## Sonstiges
Die Dreharbeiten begannen am 15. Januar 1967 und fanden in Hamburg statt. Für diese Serie lernte Ruth Maria Kubitschek das Autofahren und verursachte während der Dreharbeiten einen nicht vorgesehenen Unfall. Sie und Regisseur Günter Gräwert waren seinerzeit liiert.
Ursprünglicher Serienstart sollte der 23. Juni 1967 sein, er wurde jedoch kurzfristig aus organisatorischen Gründen verschoben.

## Episodenliste
| Folge | Erstausstrahlung   | Titel                       | Gastschauspieler (Auswahl)                                                                                     |
| 1     | 2. August 1967     | Onkel Tims Vermächtnis      | Henning Schlüter, Friedrich Schütter, Dorothea Moritz, Charlotte Kramm, Silvana Sansoni                        |
| 2     | 9. August 1967     | Bobby ist los               | Gerda Gmelin, Ursula Vogel, Frank Straass, Rudolf Fenner, Günter Lüdke, Hans-Jürgen Janza, Gerhard Hartig      |
| 3     | 16. August 1967    | Der Millionencoup           | Erwin Linder, Horst Michael Neutze, Gottfried Kramer, Harald Eggers                                            |
| 4     | 23. August 1967    | Der schielende Buddha       | Lisa Helwig, Horst Beck, Erna Nitter                                                                           |
| 5     | 30. August 1967    | Kalte Ente                  | Susanne Beck, Liane Hielscher, Christa Siems, Katharina Treller, Erich Uhland, Til Erwig, Benno Gellenbeck     |
| 6     | 6. September 1967  | Geister am See              | Karin Kernke, Else Betz-Grothe, Gerd Vespermann, Horst Beck                                                    |
| 7     | 13. September 1967 | Finden Sie Sigismund        | Ilse Petri, Heini Göbel, Karl-Heinz Gerdesmann                                                                 |
| 8     | 20. September 1967 | Die Diamanten-Lok           | Ilse Pagé, Astrid Fournell, Balduin Baas, Ingrid Buck-Setter, Werner Schumacher, Joachim Rake, Norbert Skalden |
| 9     | 27. September 1967 | Das liebende Paar           | Anna Maria Böhme, Joachim Wolff, Christine Mylius, Will van Deeg                                               |
| 10    | 4. Oktober 1967    | Kommt ein Vogel geflogen    | Ursula Grabley, Doris Masjos, Reinhold Nietschmann                                                             |
| 11    | 11. Oktober 1967   | Das Baby mit dem Leberfleck | Irmgard Kootes, Gerdamaria Jürgens, René Genesis                                                               |
| 12    | 18. Oktober 1967   | Schwarzer Schleier          | Renate Heilmeyer, Mara Hetzel, Hans Daniel                                                                     |
| 13    | 25. Oktober 1967   | Lucy dreht ein Ding         | Kurt A. Jung, Helmut Oeser, Dieter Wagner, Herbert Weissbach, Karl-Ulrich Meves                                |

## Kritiken
Während die Serie auf der Krimihomepage als „recht unterhaltsam und (…) – im Gegensatz zu anderen pseudolustigen Krimiserien der 60er – durchaus gelungen“ beschrieben wird, meint das Fernsehlexikon: „Wer angesichts der angekündigten Detektivgeschichten einen soliden Vorabendkrimi erwartete, wurde enttäuscht. Autor Mischa Mleinek hatte zwar seit zehn Jahren etliche Kriminalromane und Hörspiele verfasst, doch diese Serie war durchweg unspannend und albern.“
Kino.de urteilt: „Die Krimi-Komödien-Serie aus den späten 1960er-Jahren wirkt aus heutiger Sicht deutlich angestaubt. Damals überzeugte die Mischung aus etwas Spannung, viel Humor und jeder Menge Albernheiten jedoch das Fernsehpublikum.“

## DVD-Veröffentlichung
Die gesamte Staffel wurde 2013 auf zwei DVDs veröffentlicht. Hierzu gibt es einen gut zweiminütigen Trailer auf YouTube zu sehen.